# ShockRockets
Shockrockets est un comics créé par Kurt Busiek et Stuart Immonen. Initialement publiés par Image Comics sous le label Gorilla, les six épisodes sont collectés en un unique volume paru chez Dark Horse. La série a été traduite en France par Semic.
En 2087, alors que la guerre fait rage entre les forces terriennes de sécurité et les troupes du Général Korda, Alejandro Cruz, un jeune homme passionné par la mécanique, se retrouve propulsé aux commandes d'un avion basé sur une technologie extra-terrestre.

## Équipe artistique
- Scénario : Kurt Busiek
- Dessin : Stuart Immonen
- Encrage : Wade von Grawbadger
- Mise en couleurs : Jeremy Cox
- Lettrage : Richard Starkings et Jason Levine

## Résumé
Les ShockRockets sont des avions construits à partir d'une technologie dérobée aux Fermeki, des extra-terrestres qui avaient tenté d'envahir la Terre il y a quelques années. Au cours d'un combat les opposant aux forces du Général Emilio Korda, un héros de la guerre contre les Fermeki qui a déserté pour se créer son propre empire, Kiel Buchheim, l'un des pilotes de ShockRocket est touché et s'écrase au sol. Alejandro Cruz, un civil qui se trouve sur les lieux, se précipite pour lui porter secours, mais devant l'insistance de Buchheim de reprendre sa mission, il décide de prendre les commandes de l'appareil et s'en tire avec succès. Malheureusement, au cours du combat, Buchheim succombe à ses blessures.
Du fait de la technologie des ShockRockets, Alejandro est désormais lié à celui qu'il a piloté, qu'il le veuille ou non. Les forces terriennes de sécurité (Terr-Sec) le recrutent donc afin de l'entraîner. Son intégration ne se fait toutefois pas sans heurts, du fait de l'hostilité du sous-lieutenant Althea Wilde, qui aurait dû être celle à prendre la suite de Buchheim, et celle du lieutenant Melina Zahos, la petite amie de Buchheim, qui tient Alejandro pour responsable de la mort de celui-ci. D'autre part, ses résultats en tant qu'apprenti-pilote sont particulièrement irréguliers, ce qui conduit Alejandro a émettre l'hypothèse que les ShockRockets gardent une empreinte psychique de chaque personne les ayant pilotés.
Un jour qu'il est en train de démontrer son hypothèse à Melina, le bateau qui sert de base a Terr-Sec est attaqué par surprise et coulé. Encore plus surprenant, Korda a mis la main sur une partie des ShockRockets qui avaient disparu pendant la guerre contre les Fermeki. Quant aux six ShockRockets de Terre-Sec, la moitié d'entre eux est crue perdue, coincée dans les cales, mais Alejandro parvient à les extirper de là en communiquant directement avec eux. Grâce aux renseignements récoltés par Sable, un ancien pilote de ShockRockets spécialiste des missions d'infiltration, une contre-attaque est alors organisée contre le quartier général de Korda au Mexique, au cours de laquelle Alejandro abat en combat aérien Wilde, qui était en fait à la solde de Korda. Toutefois, son avion n'étant guère mieux en point, Alejandro poursuit le combat à pieds, et finit par se retrouver nez à nez avec le général. Alejandro a le dessous, jusqu'à ce qu'intervienne Sable, qui se sacrifie en tuant Korda.

## Publication
- ShockRockets #1-6, 2000, Gorilla/Image Comics, publié en trois magazines regroupant chacun deux épisodes par Semic en 2001
- ShockRockets, 2004, Dark Horse, recueil regroupant ShockRockets #1-6,  (ISBN 1-5930-7129-9)

## Liens
- (fr) ShockRockets sur Comics VF